# Mohed Altrad
Pour les articles homonymes, voir Altrad.
Mohed Altrad, de son vrai nom Mohamed Altrad, né entre 1948 et 1951 en Syrie, est un homme d'affaires milliardaire et homme politique  français. Il est le propriétaire et le dirigeant du groupe Altrad et du Montpellier Hérault Rugby. 
Il est aussi un auteur de romans et d'ouvrages de management. 
Il siège au conseil municipal de Montpellier depuis juin 2020, dans l'opposition. 

## Biographie

### Jeunesse en Syrie
Né en Syrie, dans la région de Raqqa, Mohamed Altrad a connu une enfance très difficile et il ne connaît d'ailleurs pas sa date de naissance, qu'il situe probablement entre 1948 et 1951. Par usage, il fête son anniversaire le 9 mars, date tirée au sort plusieurs années plus tard par ses enfants.
Il raconte avoir été le fruit d'un viol. Sa mère, membre d'une tribu bédouine installée, aurait été violée par le chef de tribu à deux reprises. À l'issue de la première fois, elle donne naissance à son frère aîné, reconnu par son père qui le garde avec lui et le tue à force de maltraitances. Après la seconde fois, elle donne naissance à Mohamed Altrad qui lui n'est pas reconnu, mais gardé également par son père. Répudiée par le père, sa mère meurt peu de temps après la naissance de l'enfant. 
Mohed Altrad vit sa petite enfance dans la honte d'être le fils d'une femme répudiée, élevé par sa grand-mère dans la pauvreté et destiné à être berger. Grâce à un cousin sédentarisé, il se fixe à Raqqa, la ville la plus proche, mais étant bédouin, il n'a pas accès à l'école. Il apprend donc à lire seul en allant écouter l'instituteur, qui remarque ses dons et finit par l'aider. Il parvient ainsi à faire ses études et obtient son bac à l'âge supposé de 17 ans.

### Études en France
Boursier, venu avec 200 francs à Montpellier, il étudie en France et obtient plusieurs diplômes, notamment un diplôme de l'université Montpellier-II et un doctorat en informatique à l'Université Paris-VIII en 1978.

### Débuts professionnels
Occupant successivement des postes d'ingénieur chez Alcatel puis Thomson, il travaille ensuite pendant 4 ans pour l'Abu Dhabi National Oil Company. De retour en France, il fonde avec un associé une entreprise informatique France Informatique Électronique et Télématique (FIET) qu'ils revendent en 1984 à Matra. Grâce à cette vente, il rachète en 1985 — avec son associé anglais Richard Alcock — une PME en faillite spécialisée dans les échafaudages, la MEFRAN, située dans l'Hérault.

### Groupe Altrad
Le rachat de la MEFRAN est le point de départ du groupe Altrad qui se développe, tant par croissance interne qu’externe, dans le matériel pour le BTP.
Le 7 février 2012, Mohed Altrad est invité sur France 2 et est montré en exemple dans l'émission Leurs secrets du bonheur,.
Le 13 octobre 2014, Mohed Altrad reçoit le prix EY de l'entrepreneur de l'année 2014 au niveau national.
En mars 2015, le groupe Altrad franchit une étape stratégique majeure en signant l’acquisition du groupe néerlandais Hertel et ses 70 filiales à travers le monde, qui va lui permettre de quasiment doubler de taille pour atteindre fin 2015 les 1,8 milliard d’euros de chiffre d’affaires, avec un effectif cumulé de 17 000 salariés à travers le monde. En 2015, 30 ans après le début de l'histoire ALTRAD, et un management où il s'entoure de champions de l'acquisition et de la finance, Mohed Altrad a donc procédé à plus de cent acquisitions, fusions et créations d’entreprises en Europe et dans le monde. Au sein du groupe, plus de 15 pays sont représentés et 8 langues sont parlées. Pour lui, ce multiculturalisme représente une véritable richesse pour l’entreprise.
En juin 2015, Altrad, dont le chiffre d'affaires 2014 est de 860 M€, est le no 1 mondial de la bétonnière, le no 1 européen de l’échafaudage et de la brouette, et le no 1 français du matériel tubulaire pour collectivités.
Le 6 juin 2015, il est désigné « Entrepreneur mondial 2015 » (Ernst & Young Entrepreneur of the Year Award (en)). Il est le premier Français à recevoir ce titre.
Le 15 juillet 2015, il est reçu par Laurent Fabius, ministre des Affaires étrangères, pour évoquer les sujets de l'internationalisation des entreprises françaises et le 21 juillet 2015 François Hollande, président de la République française, le reçoit en entretien individuel à l’Élysée. Les 25 et 26 juillet 2015, le président américain Barack Obama l'invite à intervenir à Nairobi (Kenya), lors du 6e sommet international des entrepreneurs (Global Entrepreneurship Summit 2015).

### Engagement politique
Il annonce le 16 septembre 2019 sa candidature à la mairie de Montpellier lors des élections municipales de 2020, en expliquant vouloir composer une liste de rassemblement de la gauche à la droite, à l'exclusion des extrêmes,. À l'issue du premier tour, il obtient sa qualification pour le second tour avec 13,30 % des suffrages. Il est opposé dans une triangulaire au maire sortant Philippe Saurel (20 %) et au socialiste Michaël Delafosse (17 %). Sa liste fusionne avec celles de Rémi Gaillard, d'Alenka Doulain et de Clothilde Ollier. Leur alliance représente 40 % des voix du premier tour. La nouvelle liste s'intitule « Nous sommes n’importe qui, nous avons l’écologie en commun ». Elle arrive en 3e position au second tour avec 18,12 % des suffrages.

#### Élections municipales
Les résultats ci-dessous concernent uniquement les élections où il est tête de liste.
| Année | Parti | Parti | Commune     | %        | %       | Sièges obtenus |
| Année | Parti | Parti | Commune     | 1er tour | 2d tour | Sièges obtenus |
| ----- | ----- | ----- | ----------- | -------- | ------- | -------------- |
| 2020  |       | SE    | Montpellier | 13,30    | 18,12   | 6 / 65         |

## Investissement dans le rugby à XV

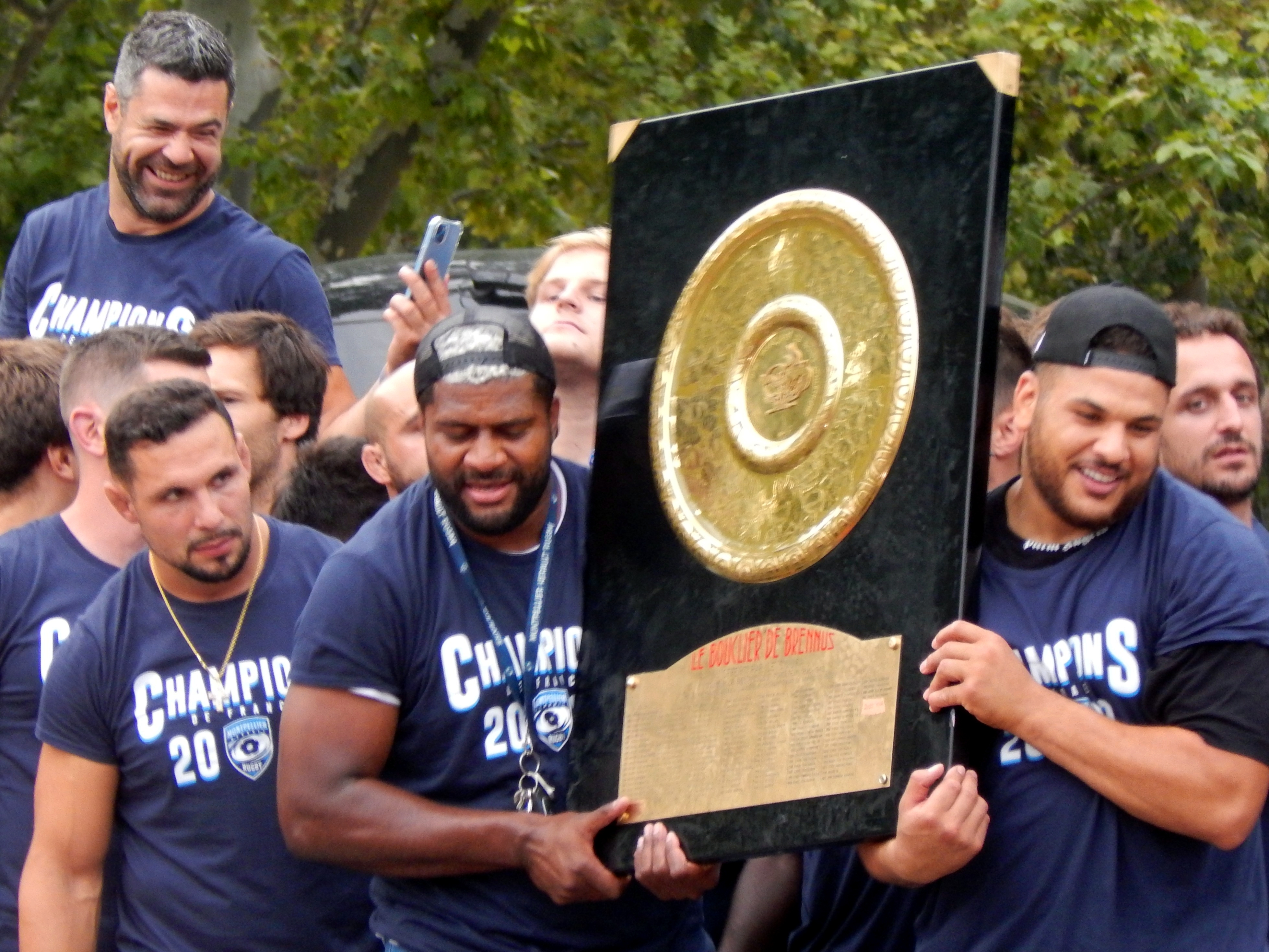
Le Montpellier Hérault Rugby remporte le Bouclier de Brennus en 2022.

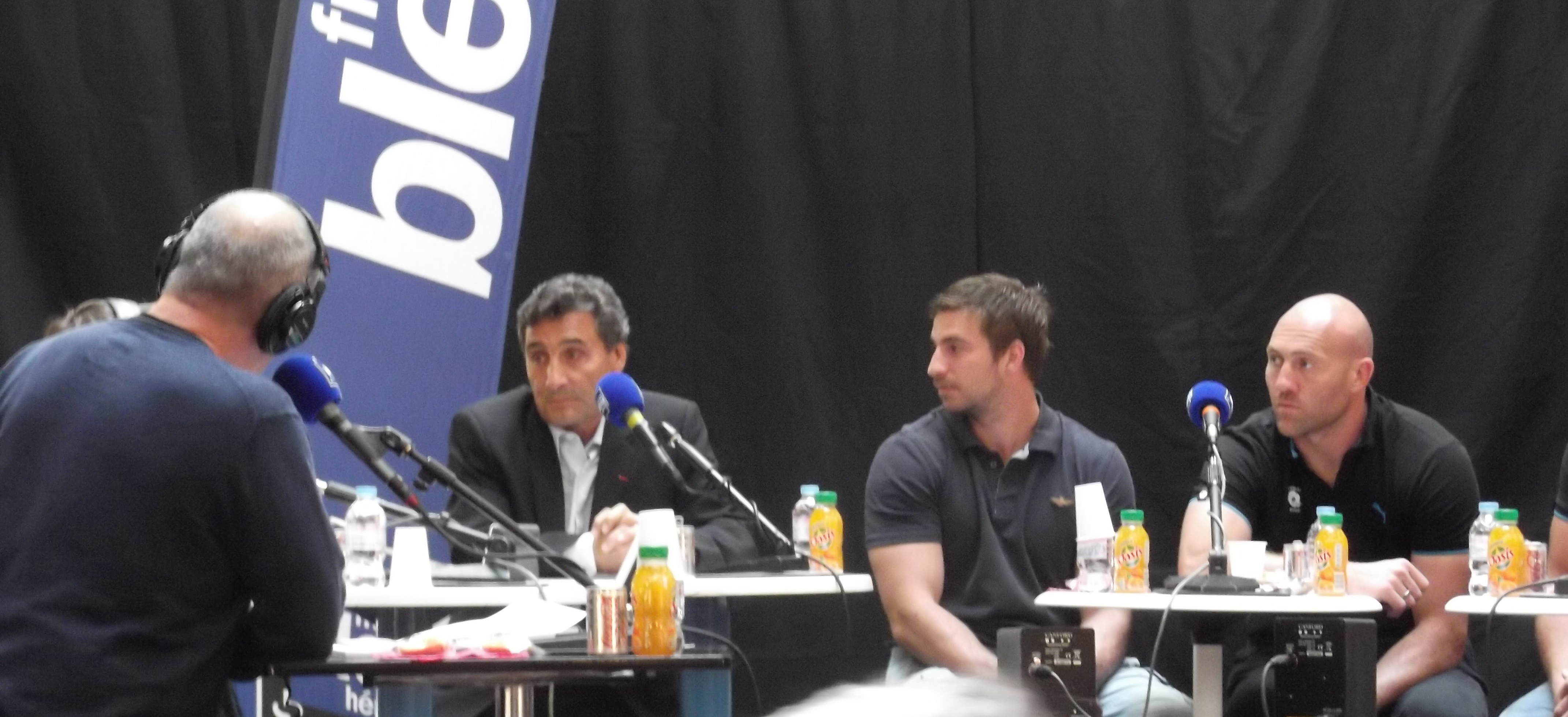
Mohed Altrad au micro de France Bleu Hérault lors de l'enregistrement public de l'émission radio Club Sers, le 6 mai 2013.

### Montpellier Hérault Rugby
Le 21 mai 2011, Mohed Altrad est devenu l'actionnaire principal du Montpellier Hérault Rugby en investissant 2,4 millions d'euros. En juin 2011, il devient le président du club, succédant ainsi à Jean-Pierre Massines. Sous sa présidence, le club remporte le Challenge européen 2015-2016, le premier titre majeur du club héraultais puis il obtient son deuxième titre lors de l'édition 2020-2021 face aux Leicester Tigers.
En 2022, le club remporte le championnat de France pour la première fois de son histoire.

### Sponsor maillot d'équipes nationales
En 2017, le groupe Altrad soutient la candidature française à l'organisation de la Coupe du monde de rugby 2023. En mars 2017, le groupe Altrad devient ainsi la première entreprise privée de l'histoire à s'afficher sur le maillot de l'équipe de France de rugby à XV. Il affiche ainsi son soutien à la candidature française pour l’accueil de la Coupe du monde de rugby 2023 et son logo accompagne #France2023 sur le maillot de l'équipe de France. Contre toute attente et alors que la France n'est pas favorite, elle est désignée le 15 novembre 2017, comme pays hôte de cette Coupe du monde 2023.
En janvier 2018, la FFR choisit le groupe Altrad pour devenir le sponsor maillot de l'équipe de France. La totalité des fonds de cet accord, 7 millions d'euros par an, sera dédié au développement du rugby amateur.
À partir de 2022, le groupe Altrad devient également le sponsor maillot principal des All Blacks ainsi que de l'ensemble des équipes nationales de rugby néo-zélandaises, que ce soit les équipes senior masculines et féminines de rugby à XV et à sept, ou encore les moins de 20 ans et les Māori à XV.

### Autres actions
Mohed Altrad a retiré son projet d'investissement dans le club anglais de Gloucester Rugby en avril 2017. Ce retrait fait suite à la décision de la Premiership Rugby de limiter sa participation à 20 %, alors qu'Altrad souhaitait initialement acquérir une part de 45 %.

### Critiques et condamnation pénale

#### Sponsor maillot de l'équipe de France
La société Altrad devient en 2017 le premier sponsor à s'afficher sur le maillot des Bleus, ce qui suscite des critiques et même des soupçons de favoritisme, Mohed Altrad étant à la fois le dirigeant de la société, d'une part, et celui du club de rugby montpelliérain, d'autre part.

#### Soupçon de favoritisme à la FFR
En août 2017, Bernard Laporte, président de la Fédération française de rugby (FFR), se retrouve mis en cause dans une affaire de favoritisme présumé au profit du club de Mohed Altrad Montpellier. Selon le JDD du 13 août, Laporte serait intervenu pour que la commission d'appel de la FFR se prononce avec « bienveillance » sur plusieurs décisions de la commission de discipline de la Ligue nationale de rugby concernant le MHR (Montpellier Hérault Rugby). Selon le JDD et L'Équipe, la commission d'appel de la FFR aurait confirmé le 29 juin le jugement de première instance (infligeant notamment à Montpellier une amende de 70 000 euros) — mais cette allégation sera contredite par le PV de la séance, daté du 29 juin et contre-signé par Philippe Peyramaure, le président de la commission d'appel. Toujours selon ces médias, le lendemain, les peines à l'encontre du MHR seraient réduites après la volte-face d'un des trois membres siégeant ce jour-là, qui aurait modifié son vote alors que le PV d'assemblée ne comporte que la seule date du 29 juin.
Le 30 août 2017, le ministère des Sports annonce qu'une enquête interne, confiée à l'inspection générale de la jeunesse et des sports, est ouverte sur les pressions supposément exercées par le président de la FFR auprès de sa commission de discipline, cette affaire ne concernant pas Mohed Altrad qui est étranger à l'affaire et qui n'est d'ailleurs pas fonctionnaire. Bernard Laporte est dépositaire, en effet, en tant que Président de la FFR, d'une mission de service public et à ce titre, il est susceptible d'être contrôlé par l'Inspection générale de l'administration.
L'Équipe poursuit sa campagne de presse contre Mohed Altrad, publiant sur son site des résumés de l'affaire sous forme de vidéo explicative ou de bande dessinée. Le journal publie même des articles à charge n'ayant aucun rapport avec le sport[non neutre]. De son côté, Bernard Laporte finit par porter plainte contre L'Équipe pour diffamation en septembre 2017.

#### Contrat avec BL Communication
Selon le JDD, BL Communication, société dirigée par Bernard Laporte, a signé à l'hiver[Quand ?] avec la société Altrad, un contrat d'image d'un an pour quatre prestations, pour un montant de 180 000 euros. Le contrat est publié dans la presse, qui relève que : « BL Communication s'interdit toute déclaration ou tout comportement public susceptible de nuire à la réputation (d') Altrad », soulevant un problème de conflit d'intérêts entre le président d'un club de Top 14 et celui de la FFR. En raison des polémiques nées d'articles parus dans la presse et des suspicions de favoritisme, le président de la FFR renonce le 28 août 2017 au contrat d'image qui le lie avec la société Altrad Investment Authority et assure que « la prestation (150 000 euros versés à Laporte pour diverses interventions) ne sera pas réalisée » et « le contractant BL Communication n'en tirera aucun avantage pécuniaire ».

#### Condamnation pénale
Par un jugement rendu par le tribunal correctionnel de Paris le 13 décembre 2022, Mohed Altrad a été condamné à 18 mois d'emprisonnement avec sursis, 50 000€ d'amende et 2 ans d'inéligibilité, pour corruption active, trafic d'influence et abus de biens sociaux. Le jugement retient notamment qu'il a « rémunéré Bernard Laporte afin d’obtenir ses faveurs en sa qualité de président de la FFR ». Bernard Laporte a lui été condamné à 2 ans d'emprisonnement avec sursis, 75 000€ d'amende et 2 ans d'interdiction d'exercer toute fonction en lien avec le rugby, pour corruption passive, trafic d'influence, prise illégale d'intérêts, recel d'abus de biens sociaux et abus de biens sociaux. Bernard Laporte, Mohed Altrad et le parquet national financier ont fait appel de ce jugement.

## Distinctions
- Chevalier de la Légion d'honneur (décret du 25 mars 2005)[2]
- Officier de la Légion d'honneur (décret du 31 décembre 2013)[38]
- 2019 : Grand prix du rayonnement français[39].
- En mars 2024, Mohed Altrad a reçu le titre de Docteur Honoris Causa lors d'une cérémonie organisée par la Lyon Business School, pour sa contribution au monde des affaires[40].

## Publications

### Romans
- Badawi (Titre d'une autre édition : Bédouin), Paris, Éd. l'Harmattan, Actes Sud, Éd. France loisirs, coll. « Écritures arabes, Bleu, Babel » (réimpr. 2002, 2003 et 2011) (1re éd. 1994), 252 p. (ISBN 2738427847, présentation en ligne)
- Éden : l'extrême tu éviteras, Paris, Éd. l'Harmattan, 1998, 251 p. (ISBN 2738460925, lire en ligne)
- L'hypothèse de Dieu, Arles, Actes Sud, coll. « Littérature », 2006, 349 p. (ISBN 2742760032, présentation en ligne)
- La promesse d'Annah, Arles, Actes Sud, coll. « Littérature », 2012, 176 p. (ISBN 9782330006709, présentation en ligne)

### Essais et autres
- Université de Paris VIII, Conception, étude et réalisation d'un moniteur industriel temps réel (MIT), Paris, 1978, 138 p., 21 × 29,7 cm (OCLC 494205622, SUDOC 113179154, présentation en ligne)
- Stratège de groupe (collection dirigée par Yves Chirouze), Paris, Chotard et associés, coll. « Gestion et droit de l'entreprise » (réimpr. 1990) (1re éd. 1989), 207 p., 14 × 23 cm (ISBN 2712702581, OCLC 20583950, BNF 36633268, SUDOC 001411322, présentation en ligne)
- Écouter, harmoniser, diriger : un certain art du management (collection dirigée par Yves Chirouze), Noisiel, Presses du management, coll. « Expériences », 1992, 187 p., 14 × 23 cm (ISBN 2878450809, OCLC 26186577, SUDOC 014532204, présentation en ligne)
- Mohed Altrad et Carole Richard (postface Hubert Nyssen), Le management d'un groupe international : vers la pensée multiple, Paris, éd. Eska, 2008, 199 p., 13 × 21 cm (ISBN 978-2-7472-1476-6, OCLC 470652902, BNF 41395436, SUDOC 130585653, présentation en ligne)
- Alain Richard et Isabelle Mounime (Personne interviewée), Mohed Altrad : Badawi, Montpellier, CRDP de l'académie de Montpellier, coll. « Romans d'aujourd'hui (Rennes) / DVD vidéo (2 h 25) », 2013, 96 p., 18 cm (ISBN 978-2-86626-477-2, OCLC 862991414, BNF 43626890, SUDOC 172550963)
- Le meilleur entrepreneur mondial (préf. François Léotard), Paris, éd. Eska, 2016, 118 p., 14 × 24 cm (ISBN 9782822404198, OCLC 945652480, SUDOC 192208314, présentation en ligne)
- Sandra Le Grand et Évelyne Platnic-Cohen (préf. Mohed Altrad), # Ambition : et si l'ambition était un joli défaut ?, Paris, éd. SW Télémaque, 2016, 207 p., 13 × 22 cm (ISBN 978-2-7533-0317-1, OCLC 963918641, SUDOC 196665612, présentation en ligne)
- Olivier Thiébaut et Mohed Altrad (ill. Juni Ba, adaptation en BD du roman éponyme), Badawi, Montpellier, Alter Comics, 2018, 64 p., 13 × 22 cm (ISBN 978-2-8207-0300-2 et 2-8207-0300-3, OCLC 1100764836, SUDOC 236358561, présentation en ligne)
- Différences culturelles et management international (charte Altrad)[réf. nécessaire]

## Influence
- 590e milliardaire mondial selon le magazine Forbes en 2020[41] avec une fortune professionnelle d'environ 3 milliards d'euros, qui le positionne dans les plus grandes fortunes françaises. L’homme d’affaires est présent dans le classement de Challenges depuis 2000.

- En 2015, Mohed Altrad est le seul et premier entrepreneur français à recevoir le titre d'« Entrepreneur de l’année » par le magazine Forbes.

- 3e personnalité la plus influente du rugby mondial selon Rugby World :

En août 2018, le magazine Rugby World publie son classement des 50 personnes les plus influentes du rugby au niveau international. Pour la première fois, Mohed Altrad, président du Montpellier Hérault Rugby, intègre ce classement et se hisse directement à la 3e place. Mohed Altrad est le Français le plus influent du classement, derrière l'Argentin Agustín Pichot (vice-président de World Rugby) et le Sud-Africain Rassie Erasmus (sélectionneur des Springboks).